# Barrel House

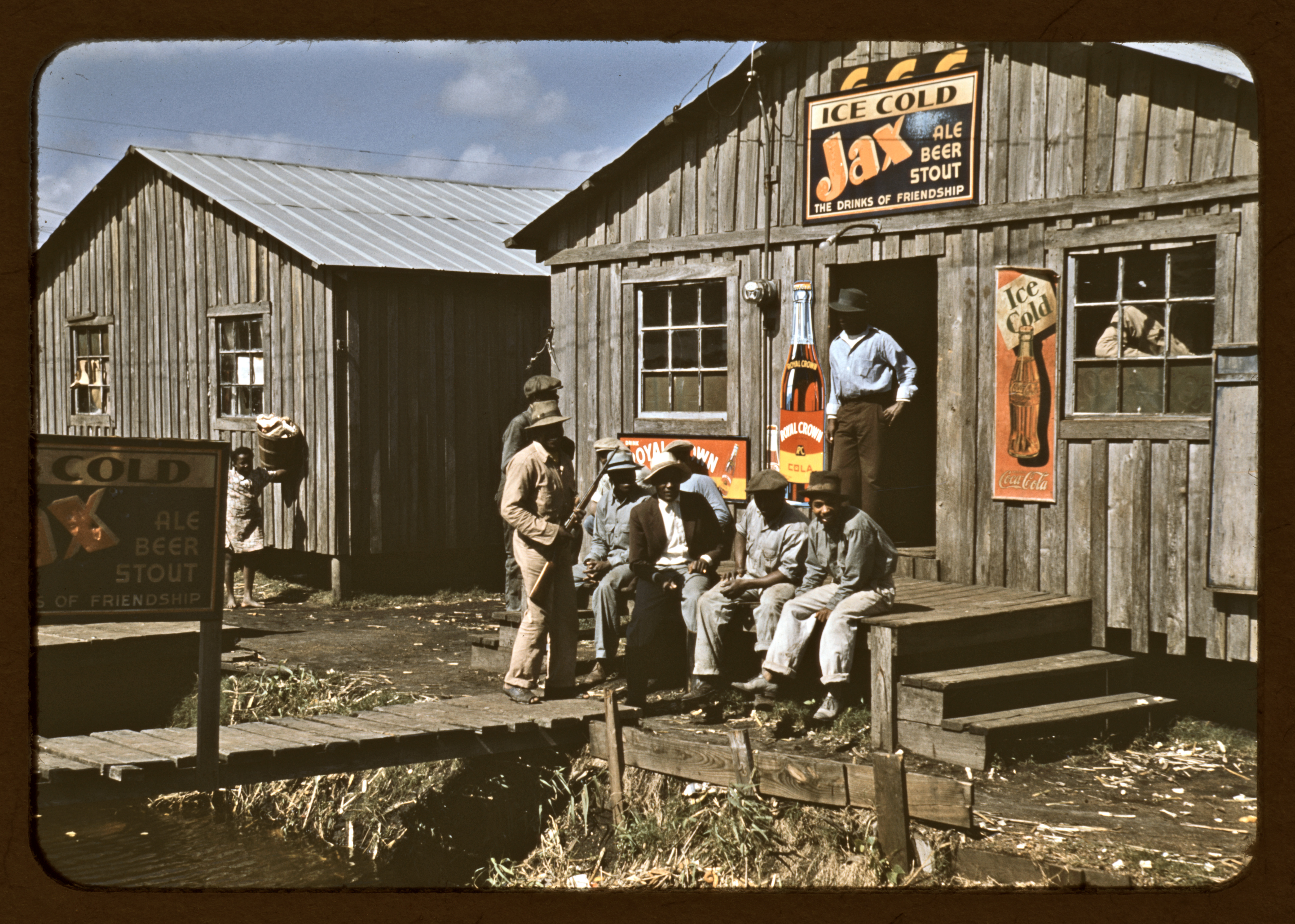
Extérieur d'un juke joint à Belle Glade, Floride, en 1944.

Dans la culture afro-américaine, le terme barrel house ou barrelhouse (« maison à tonneaux »),  aussi appelé juke joint, désigne un débit de boisson, pouvant faire à la fois office de taverne, de cabaret, de salle de jeu, voire de maison de prostitution.
En musique, le style barrelhouse est une forme particulière de blues ou de jazz. La barrel house est un peu l'équivalent du mot honky tonk pour la population blanche et dans la musique country.

## Caractéristiques
La barrel house (ou le juke joint) est un établissement, souvent illicite, fréquentés par des Afro-Américains. Sorte de saloon, c'est aussi un cabaret de blues ou de jazz populaire. Un piano y est presque toujours présent dans un coin de la pièce. L'endroit sert également parfois d'hôtel, et est généralement implanté dans les bas quartiers noirs ou métis de certaines villes ou campagnes américaines. On les trouve[style à revoir] aussi fréquemment aux abords des camps de travailleurs dans la construction des digues ou du chemin de fer.
Selon la légende, les murs de ces établissements sont souvent tapissés de barils de bière ou de whisky, d'où l'origine du nom. Ces établissements, qui appartiennent le plus souvent à des Blancs, sont probablement apparus à la fin des années 1800. Leur principale activité étant la vente de boissons alcoolisées, ils disparaissent dans les années 1920-1930, au moment de la prohibition. Stephen Calt fait toutefois une distinction entre le juke joint et la barrel house, cette dernière étant mieux décorée et pouvant imposer un code vestimentaire. D'après le bluesman Skip James : « Vous aviez l'habitude de payer pour aller dans ces endroits, peut-être un dollar et demi, ou deux dollars pour un couple. On vous servait peut-être un petit verre et des sandwiches. Ensuite, vous aviez une chance de jouer, et tout ce que vous voulez y faire ».

## Terminologie
Ce type d'établissement est aussi appelé juke joint. Pour Manuella Rebotini, juke provient du gullah « tapageur » et de joint qui en anglais signifie « boui-boui » , et est un « lieu de danse, de musique, de boisson et de jeux ». Pour Christian Bouscaren, le terme de « barrel house » désigne à la fois un café de mauvaise réputation et un style très rythmé de jazz. Entre-deux-guerres, Nels Anderson le rapprochait du terme « cabaret » ou « tripot », et le considérait comme un type d'hôtel très bon marché à Chicago.
Le mot serait, selon le Dictionary of Americanisms on Historical Principles de Mitford McLeod Mathews (1951), apparu dans le langage familier américain en 1883, pour désigner une taverne de classe inférieure.

## Musique
Le mot « barrelhouse » est utilisé pour désigner une forme rapide et rythmée du blues, avec des éléments issus du ragtime, et caractérisée par une ligne de basse « roulante ». Chantée ou instrumentale, elle la plupart du temps jouée au piano, et interprétée toute la nuit dans les barrel houses. Beaucoup de pianiste de blues se produisaient dans ces établissements. Ce style donne ensuite naissance au boogie-woogie, dont il est parfois un synonyme. 
Les techniques de guitare à douze cordes de Leadbelly se sont développées à partir des figures de basse de pianistes de barrelhouse (et de guitaristes mexicains à douze cordes). Barrelhouse Sammy est un des pseudonymes utilisé par Blind Willie McTell. Le bluesman de La Nouvelle-Orléans, Champion Jack Dupree se considérait lui-même comme « le dernier des joueurs de piano barrelhouse ».
Dans sa chanson The Memphis Blues, l'une des toutes premières chansons de blues publiées, en 1912, W. C. Handy, écrite les paroles suivantes :  « We don’t care what Mr. Crump don’t allow. We’re gonna barrelhouse anyhow ».
Barrelhouse Records est un label discographique spécialisé dane le blues.
Alexis Korner  et Cyril Davies fondent le Barrelhouse Club en 1957 à Londres.

### Artistes représentatifs
- Barrelhouse Buck McFarland (en)
- Barrelhouse Chuck (en)
- Leroy Carr
- Cow Cow Davenport
- Champion Jack Dupree
- Will Ezell
- Harry Gibson
- Ivory Joe Hunter
- Skip James
- Memphis Slim
- Amos Milburn
- Little Brother Montgomery
- Jelly Roll Morton
- Piano Red
- Speckled Red
- Charlie Spand
- Roosevelt Sykes
- Allen Toussaint

### Morceaux notables
- Barrel House Blues de Ma Rainey, 1923
- Barrel House Man de Will Ezell, 1926
- Barrel House Woman de Leroy Carr, 1934
- Barrel House Boogie de Pete Johnson et Albert Ammons, 1942
- Barrelhouse Bessie from Basin Street du Bob Crosby Orchestra, 1942
- Hawkins' Barrel-House de Coleman Hawkins, 1946
- My Baby's Barrel House de Wynonie Harris, 1946
- Midnight In The Barrelhouse du Johnny Otis Orchestra, 1951